# Perdon de Barbana

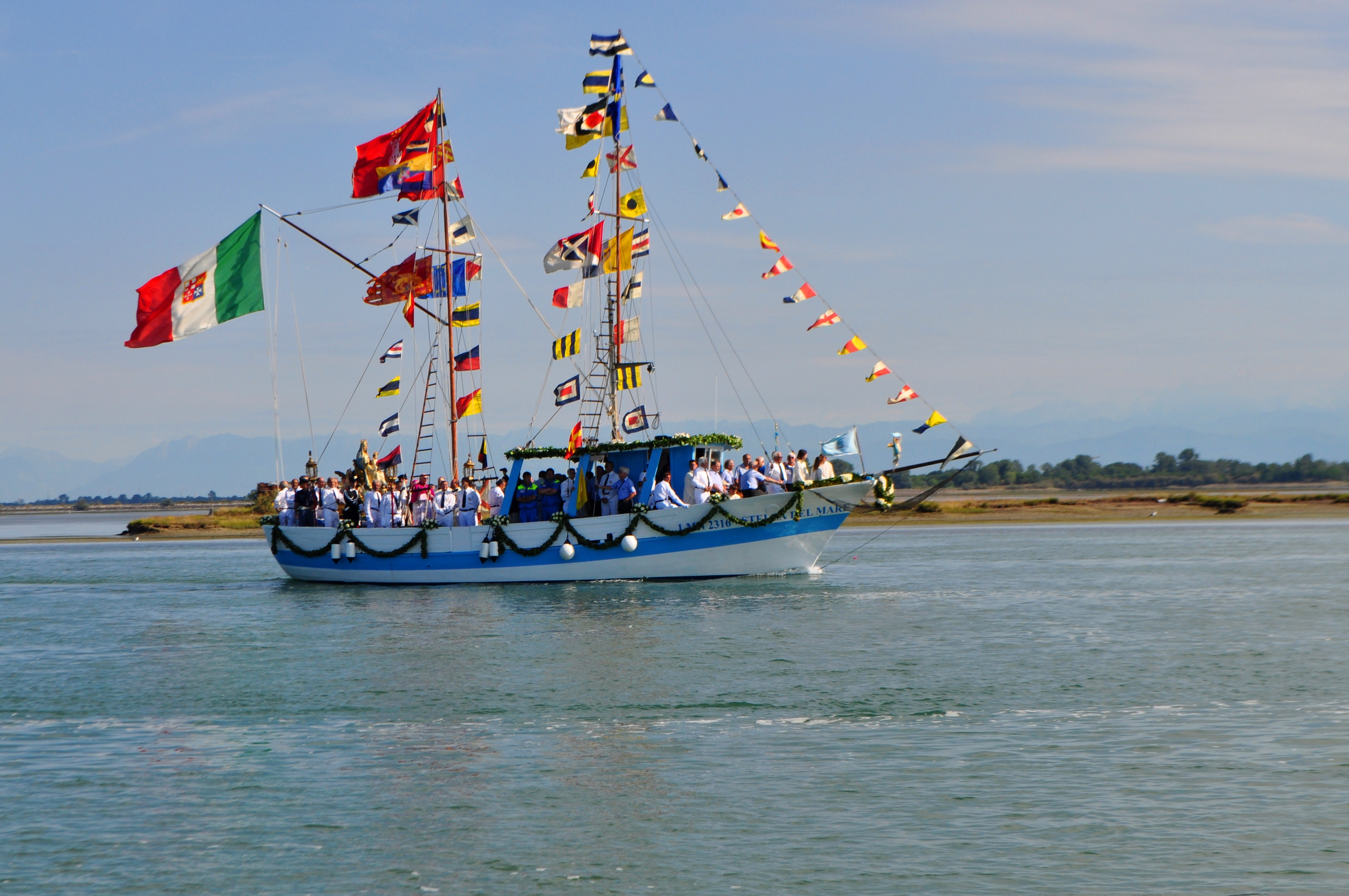
Nave imbandierata a festa durante la processione in laguna

Il Perdòn de Barbana è la principale tradizione religiosa di Grado. Viene celebrata la mattina della prima domenica di luglio e consiste in una processione votiva durante la quale la statua della Madonna degli Angeli viene trasportata con un suggestivo corteo di barche dalla Basilica di Sant'Eufemia all'isola di Barbana, dove sorge un antico santuario mariano, attraversando la laguna.

## Origini

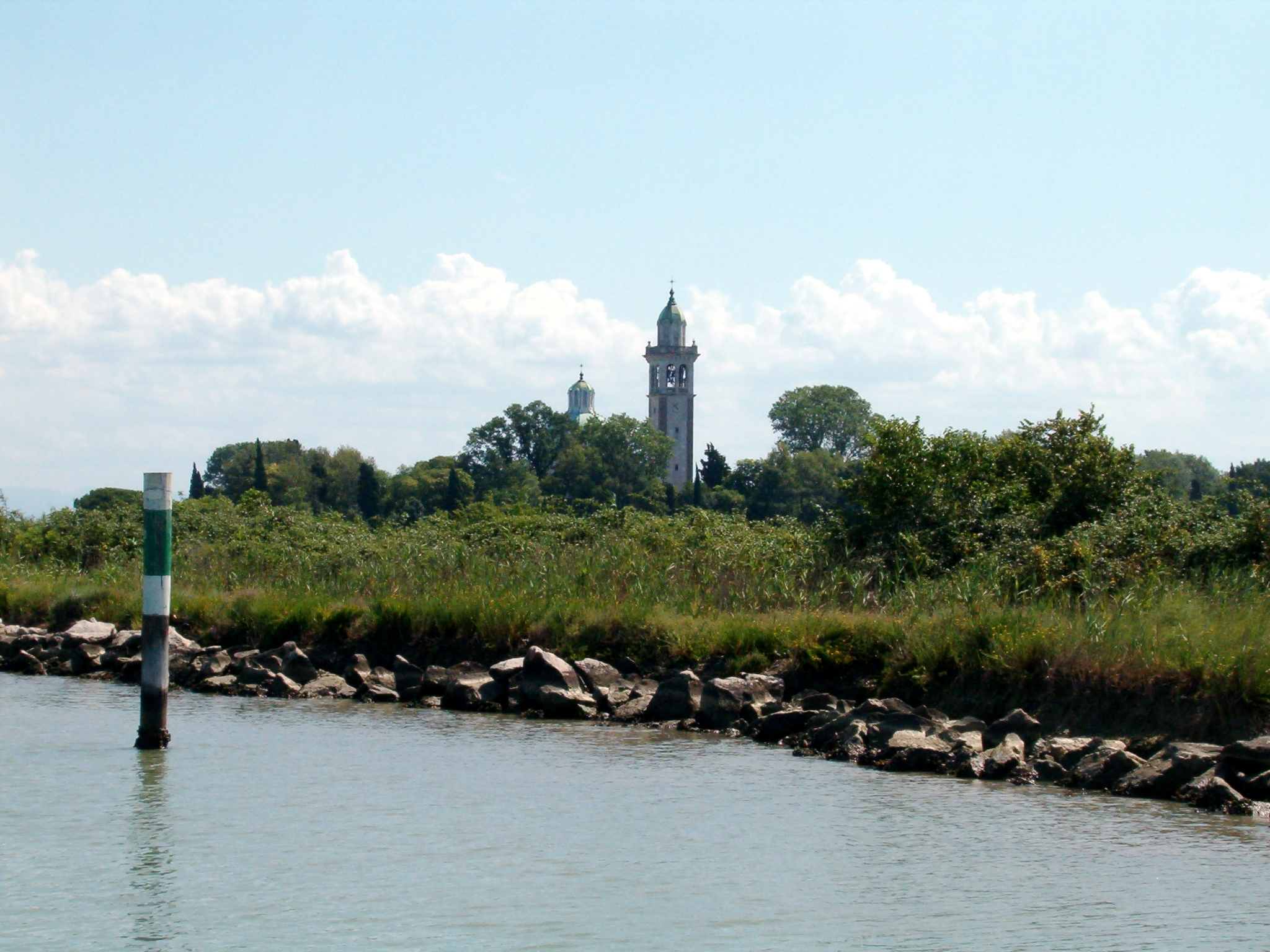
Il santuario di Barbana, meta del Perdòn

Il Perdòn è nato per ringraziare la Madonna per la fine di una epidemia della peste nel 1237. In quell'anno gli abitanti di Grado, guidati dal Patriarca Leonardo Querini, promisero che avrebbero trasportato la statua della Madonna dal Duomo all'isola di Barbana come ringraziamento per la fine di quella terribile epidemia. Originariamente la processione si teneva il 2 luglio e prevedeva il coinvolgimento di almeno un membro per ogni famiglia gradese.
Il nome  Perdòn deriva invece dalla tradizione di accostarsi, in occasione del pellegrinaggio, al sacramento della riconciliazione.

## Processione

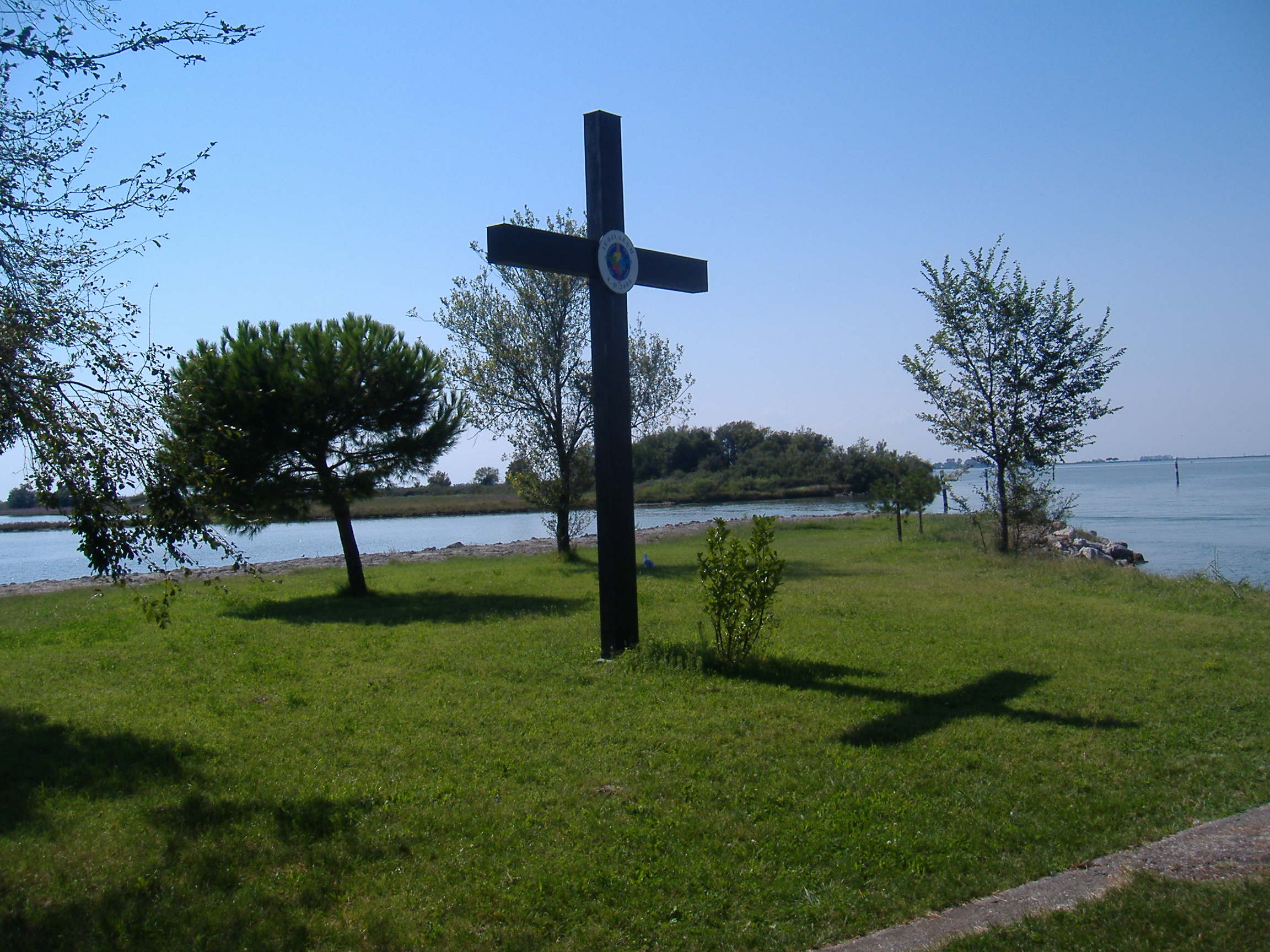
La croce all'ingresso del porto di Barbana

Il Perdòn inizia di prima mattina ed è preceduto da una giornata di raccoglimento e festa (il Sabo grando). Dopo una prima celebrazione nella Basilica di Sant'Eufemia, la statua della Madonna viene portata a spalla fino al porto, dove viene caricata sull'imbarcazione designata come ammiraglia. Verso le 9, la formula "In nome de Dio, avanti", scandita da un pescatore, sancisce l'avvio del corteo di barche imbandierate a festa, che si stacca dal porto di Grado.
La processione di barche, lasciato il porto, si snoda nella laguna fino a raggiungere la piccola isola che ospita il Santuario di Barbana. Qui la statua della Madonna viene portata in processione a piedi dal piccolo porto alla chiesa, accompagnata dal suono della banda cittadina e dal canto delle litanie. Il vescovo celebra quindi nel santuario la messa.
Nel primo pomeriggio il ritorno della statua della Madonna a Grado e un solenne Te Deum segnano la fine del pellegrinaggio.